# Adele Younghusband
Adela Mary Younghusband (roz. Roche, 3. dubna 1878 – 3. dubna 1969), obecně známá jako Adele Younghusband, byla novozélandská malířka a fotografka.

## Životopis
Adela Mary Roche se narodila 3. dubna 1878 v Te Awamutu. Vzala si Franka Younghusbanda v Christchurchi 1. srpna 1905, měli spolu tři děti, ale asi v roce 1917 se rozvedli.
Poté, co pracovala jako fotografická retušérka v Hamiltonu, se Younghusband v roce 1909 stala členkou Auckland Society of Arts. V roce 1919 začala provozovat vlastní fotografické studio ve Whangarei a etablovala se jako úspěšná portrétní fotografka. Spolu s Georgem Woolleym pomohla založit společnost Whangarei Art and Literary Society a působila v organizaci jako sekretář. V srpnu 1934 svolala s Idou Carey inaugurační setkání Waikato Society of Arts v Hamiltonu. Stala se její sekretářkou a zastupovala ji na Asociaci novozélandských uměleckých společností. Koncem třicátých let se začala zajímat o abstraktní surrealismus a studovala u malíře George Bella v Melbourne. V roce 1964 se stala doživotní členkou Waikato Society of Arts.
Adele Younghusband zemřela v Aucklandu 3. dubna 1969 na své 91 narozeniny.

## Výstavy

### Vybrané samostatné výstavy
Younghusband vystavovala svá díla na:
- Výstava obrazů a linořezů Adele Younghusband, Lodestar Galleries Sydney, 1937
- Samostatná výstava, Auckland Society of Arts, 1941
- Samostatná výstava, Waikato Society of Arts, 1945
- Samostatná výstava, Auckland Society of Arts, 1957
- Galerie John Leech Auckland, 1991
- Adele Younghusband In Context, Whangarei Art Museum, 1998

### Vybrané skupinové výstavy
- Výroční výstava Novozélandské akademie výtvarných umění, 1932
- První generální výstava Novozélandské společnosti umělců, 1933
- Muzeum Nového Zélandu Te Papa Tongarewa, Toi Te Papa | Umění národa, 2005